# Cisural
| system                            | oddział         | piętro     | wiek (mln lat) |
| --------------------------------- | --------------- | ---------- | -------------- |
| trias                             | dolny           | ind        | młodsze        |
| perm                              | loping          | czangsing  | 254,14–251,902 |
| perm                              | loping          | wucziaping | 259,51–254,14  |
| perm                              | gwadalup        | kapitan    | 264,28–259,51  |
| perm                              | gwadalup        | word       | 266,9–264,28   |
| perm                              | gwadalup        | road       | 273,01–266,9   |
| perm                              | cisural         | kungur     | 283,5–273,01   |
| perm                              | cisural         | artinsk    | 290,1–283,5    |
| perm                              | cisural         | sakmar     | 293,52–290,1   |
| perm                              | cisural         | assel      | 298,9–293,52   |
| karbon                            | późny pensylwan | gżel       | starsze        |
| Podział według ICS, wrzesień 2023 |                 |            |                |

Cisural (ang. Cisuralian)
- w sensie geochronologicznym: najstarsza epoka permu (wczesny perm), trwająca około 28,5 miliona lat (od 299,0 ± 0,8 do 270,6 ± 0,7 mln lat temu). Cisural jest młodszy od pensylwanu (karbon) a starszy od gwadalupu. Dzieli się na cztery wieki: assel, sakmar, artinsk i kungur.

- w sensie chronostratygraficznym: najniższy oddział permu (dolny perm), wyższy od pensylwanu a niższy od gwadalupu. Dzieli się na cztery piętra: assel, sakmar, artinsk i kungur.

Nazwa epoki (oddziału) pochodzi od połączenia łacińskiego przedrostka cis – "z tej strony" oraz gór Ural. "Cis-Ural" znaczy (w wolnym tłumaczeniu) Przedurale, europejska strona Uralu.